# Edith Bolling Wilsonová
Edith Bolling Galt Wilsonová (15. října 1872 Wytheville, Virginie – 28. prosince 1961 Washington, D.C.) byla druhou manželkou 28. prezidenta USA Woodrowa Wilsona a v letech 1915 až 1921 vykonávala funkci první dámy USA.
Narodila se ve starousedlé rodině plantážní aristokracie, která za občanské války zchudla. Její rodiče se jmenovali William Holcomb Bolling a Sallie Whileová Bollingová. Školu navštěvovala pouze dva roky. V roce 1896 se vdala za spolumajitele klenotnictví Normana Galta. V roce 1903 se jim narodil syn, ale brzy zemřel. Roku 1908 zemřel i její manžel Norman.
V roce 1915 se seznámila s tehdejším prezidentem Woodrowem Wilsonem, který se s ní radil o politice. 18. prosince 1915 se konala ve Washingtonu svatba. Jako první dáma se navenek k politice příliš nevyjadřovala, ale při diskuzích se svým manželem odhodlaně obhajovala své názory. Na rozdíl od vyšší společnosti se oblékala prostě a dodržovala dny, kdy se šetřilo energií, chtěla být vzorem americkému obyvatelstvu. Za první světové války pracovala v kantýně a vařila a šila pro vojáky na frontách. Stala se první prezidentovou manželkou, která svého muže doprovázela na cestách po Evropě. 2. října 1919 měl Woodrow Wilson záchvat mrtvice, částečně ochrnul. Po dobu rekonvalescence komunikoval pouze s manželkou a lékaři. Spekulovalo se, že ve skutečnosti po dobu nemoci manžela vládla Edith a filtrovala informace, které se k manželovi dostávaly.
Po skončení funkčního období zůstal manželský pár ve Washingtonu, v roce 1924 Wilson zemřel, Edith se snažila pečovat o manželův odkaz společnosti a založila Woodrow Wilson Foundation. Z domu Wilsonových i z Wilsonova rodného domu ve Stauntonu ve státě Virginie udělala turistické atrakce. V roce 1938 jako druhá First Lady vydala své paměti. 28. prosince 1961 zemřela na selhání srdce.